# Сіяк Остап Михайлович
Оста́п Миха́йлович Сія́к (29 травня 1879, с. Ляшки Муровані, нині Муроване, Пустомитівського району Львівської області — після 5 березня 1940) — український службовець, фінансист, диригент, громадський діяч. Репресований, розстріляний без суду згідно з секретною постановою ЦК ВКП(б) від 5.3.1940 р.

## Життєпис
Народився 29 травня 1879 року в с. Ляшки Муровані (Королівство Галичини та Володимирії, Австро-Угорщина, нині с. Муроване, Пустомитівського району, Львівська область, Україна) в сім'ї сільського вчителя Михайла Сіяка, який вийшов на емеритуру (пенсію) як директор школи ім. Бориса Дмитровича Грінченка у Львові. Закінчив гімназію і технічну школу ві Львові.
Від 1904 року проживав у Бучачі. Працював спочатку поштовим працівником, від 1908 року, після утворення повітової філії Всеукраїнського товариства «Просвіта», став головою економічної секції. Був одним з організаторів перших торговельно-касових курсів у Бучачі (27 березня — 15 квітня 1911). Як фінансист проявив себе директором повітового товариства ощадностей і позичок «Праця». Короткий час диригент хору «Студентської спілки» в Бучачі. Був одним із керівників повітової філії українського товариства «Сокіл».
Під час Першої світової війни — директор повітової каси «Праця», голова філії товариства «Сільський господар», директор повітової господарсько-торговельної спілки. Завдяки своїм посадам захищав інтереси української громади повіту перед окупаційною владою. Після відходу російських військ відновив діяльність «Сільського господаря». Також є твердження, що був очільником УВО в Тернопільському воєводстві.
Після утворення ЗУНР спочатку працював у Бучацькому повітовому комісаріаті (управлінні), з кінця листопада 1918 — в комунікаційній комісії УНРади ЗУНР. Наприкінці 1918 стає делегатом Української Національної Ради ЗУНР від Бучача. Разом з урядом ЗУНР був у Кам'янці-Подільському, весною 1920 — співробітник міністерства пошт і телеграфу УНР.
Після повернення з Кам'янця-Подільського був заарештований польською окупаційною владою. Відмовився складати присягу на вірність польській владі після анексії ЗУНР, багато часу присвятив справі національно-економічного відродження повіту.
Організатор відновлення діяльності товариства «Праця» в 1921, перших повоєнних кооперативних курсів у Бучачі (березень 1922). Надавав допомогу повітовій організації «Пласту» до заборони її діяльності в 1924. Керівник повітової філії товариства «Сокіл» у післявоєнні роки. 24 серпня 1924 року на установчих зборах «Повітового Союзу Кооператив (ПСК)» обраний її директором.
З початку 1926 — в Тернополі. Працював в «Українбанку», «Подільському Союзі Кооператив»; керував повітовою філією товариства «Сокіл», діяльний у Рідній школі, в інших українських організаціях, зокрема, головою місцевого товариства «Боян», його співдиригентом. Був керівником Тернопільської повітової організації УНДО.
Заарештований більшовиками в жовтні 1939 року, за версією збірника «Бучач і Бучаччина» засланий, де й помер. За версією тернопільських краєзнавців, розстріляний без суду за секретною постановою політбюро ЦК ВКП(б) від 5 березня 1940 року.

### Сім'я
Був одружений з донькою греко-католицького священика, пароха містечка Бариш о. Івана Зафійовського Іванною. Діти: Дарія, Оксана (одружена з Левком Щуром), Олена (з Мироном Бордуном).